# Забельский (Уфа)
Забельский (от названия аэродрома Забельский) — новый коттеджный посёлок в Ленинском районе Уфы.
Посёлок возводится возле деревни Некрасово и микрорайона 8 марта. Поглотил населенный пункт Китайка (Аэропорт Китайка).

## Улицы
- Аэродромная 2-я
- Аэродромная 3-я
- Парашютистов
- Вертолетная
- Взлетная

(Решением Уфимского городского Совета РБ № 22/12 от 20.06.2001 г. «О переименовании части ул. Аэродромная в пос. Забельский Ленинского района г. Уфы на ул. Вторая Аэродромная»)